# Tyne Valley
Tyne Valley est un village dans le comté de Prince sur l'Île-du-Prince-Édouard, au Canada, au sud d'Ellerslie.
Incorporé en 1966, la communauté est située dans le canton du lot 13 à l'intersection des routes 12 et 167.

## Démographie
| 2001 | 2006 | 2011 | 2016 |
| ---- | ---- | ---- | ---- |
| 223  | 226  | 222  | 249  |

## Histoire
En 1765, la région de Tyne Valley était connue sous le nom de « The Landing », car le bois flottait sur la rivière Trout aux chantiers navals de Bideford et Port Hill. La communauté fut nommée Tyne Valley en 1868, pour la rivière Tyne en Angleterre. En ce temps-là, l'économie de la communauté était active, avec un forgeron, une fromagerie, une tannerie, un tailleur, un plâtrier, un cordonnier, une minoterie et des scieries. L'histoire de la construction navale de la région est commémorée au parc provincial de Green Park. Ceci, avec un groupe de théâtre local et un festival de musique folklorique contribuent à garder une vie culturelle riche et vivante à Tyne Valley.

## Commerces aujourd'hui
Tyne Valley abrite une coopérative de crédit, la photographie Charlene, la couture de Karen, un salon de coiffure Style, le magasin MacNeill, le bar Landing, l'hôpital Stewart Memorial, la pharmacie Tyne Valley, la station-service Irving, le complexe sportif communautaire, la caserne de pompiers, le bureau de poste, la bibliothèque publique de Tyne Valley et juste après la patinoire, il y a un magasin appelé R&M Used Furniture and Antiques.

## Économie
- L'agriculture est une activité économique importante de la région de Tyne Valley.